# Julien Dacosta
Julien Dacosta, né le 29 mai 1996 à Marseille, est un footballeur français qui évolue au poste d'arrière droit au Debreceni VSC.

## Carrière
Formé à l’Olympique de Marseille, Julien Dacosta s’est révélé aux Chamois Niortais où il a disputé trois saisons de Ligue 2 de 2017 à 2020. 
En fin de contrat avec Niort en 2020, il signe à Coventry en deuxième division anglaise puis sera prêté dix-huit mois plus tard au Portimonense SC en Liga Sagres. A son retour en 2022, il est à nouveau prêté pour une durée de six mois au Shrewsbury Town FC en troisième division anglaise.
Alors que la fin de son contrat avec Coventry City approche, il fait son retour en France en étant à nouveau prêté à l'AS Nancy-Lorraine pour une durée de 6 mois lors du dernier jour du mercato hivernal, le 31 janvier 2023, avec possibilité de prolonger son contrat avec son nouveau club en cas de bonnes performances.